# Звонко Бушич

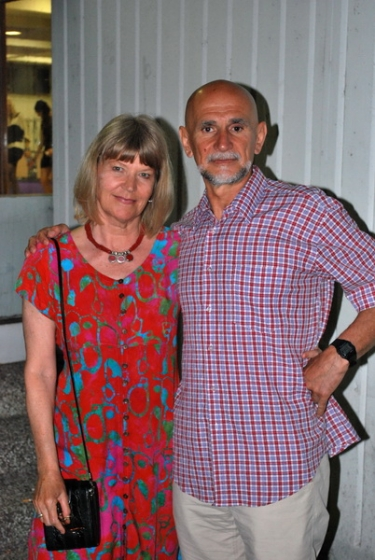
Звонко і Джульєн в Загребі в 2009 р.

Зво́нко Бу́шич (хорв. Zvonko Bušić, нар.23 січня 1946, Гориця, Боснія і Герцеговина — пом. 1 вересня 2013, Рованська, Хорватія) — хорватський терорист, борець за державну самостійність Хорватії, політичний емігрант. Відомий як головний учасник викрадення пасажирського літака американської авіакомпанії TWA рейсу 355 у вересні 1976 р. Засуджений за повітряне піратство, провів 32 роки у в'язницях США, випущений у липні 2008 року з подальшим виселенням у Хорватію.

## Коротка передісторія

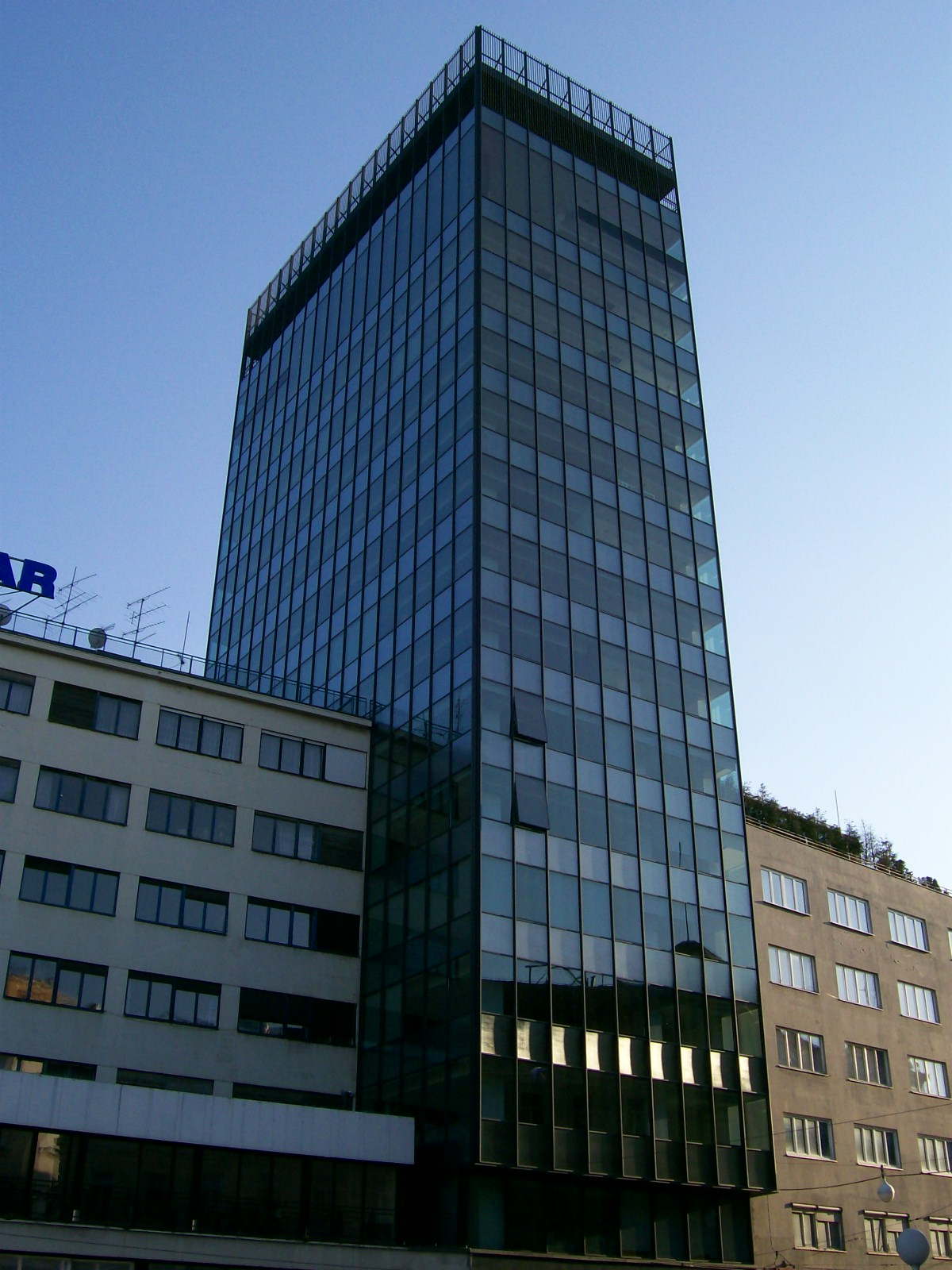
Легендарний хмарочос на розі Ілиці

Звонко Бушич народився в 1946 році в герцеговинському селі Гориця, (Боснія і Герцеговина, ФНР Югославія), середню школу закінчив в Імотському, де дістав прізвисько Таїк, як його називають і пам'ятають всі місцеві жителі. Здобув диплом у Загребі і емігрував у двадцятирічному віці до Відня з метою вивчення в місцевому університеті славістики та історії. У Відні три роки потому, в 1969 році, він познайомився з американською студенткою Джульєн Еден Шульц, яка прибула туди вдосконалювати свої знання німецької мови і яку він незабаром залучив до роботи хорватської політичної еміграції. За погодженням зі Звонком у День Республіки 29 листопада 1970 р. Джульєн із подругою поїхала в Загреб, де з хмарочоса, що на розі вулиці Ілиця та Площі Республіки (нині Площа бана Єлачича) вони розкидали листівки антиюгославського змісту, за що їх було заарештовано і протримано у в'язниці.  Після звільнення Джульєн повернулась у Відень, а 1972 року вона і Звонко одружилися у Франкфурті, а потім переїхали до Сполучених Штатів.

## Захоплення літака
10 вересня 1976 р. група хорватських політичних активістів у складі Звонка і Джульєн Бушичів, Петара Матанича, Фране Пешута і Слободана Влашича умкнула комерційний літак Боїнг-727 авіакомпанії Trans World Airlines, який прямував рейсом № 355 із Нью-Йорка в Чикаго, з 76 пасажирами на облавку. Натхненник умикання Звонко Бушич вручив капітанові лист, у якому повідомляв, що літак викрадено, група має при собі п'ять гелігнітових бомб, а ще одну бомбу з подальшими інструкціями було закладено в шафці навпроти готелю «Commodore» в Нью-Йорку. Група зажадала, щоб літак узяв курс на Лондон, оскільки викрадачі мали намір розкидати з нього над Лондоном і Парижем листівки, в яких пояснювалося становище Хорватії в колишній Югославії, і містився заклик до незалежності від останньої під заголовком «Заклик на боротьбу з сербською гегемонією», а кінцевими пунктами призначення були Загреб і Солін. Головною метою викрадення літака була спроба змусити декілька великих американських газет опублікувати в ранковому випуску наступного дня пропагандистсько-агітаційні матеріали Бушича, в яких розкривалася правда про жорстоке поводження великосербів з хорватським народом у Югославії. З ними не було зброї, а лише матеріал, з якого вони зробили удавану вибухівку, якою обмотали свої тіла. Справжня ж бомба, як і агітаційні тексти Бушича, залишалася в шафці на станції нью-йоркського метро. За умови дотримання інструкцій бомбу було б деактивовано. Проте при спробі знешкодити бомбу американський полісмен Браян Мюррей загинув, а ще одного було поранено.
Літак попрямував на Париж. Тридцять пасажирів було відпущено під час дозаправки в Ньюфаундленді. У Парижі, після отримання інформації, що їхні вимоги буде виконано, група здалася французькій поліції, яка передала її в розпорядження ФБР.

## Судовий процес і тюремне ув'язнення
Звонка і Джульєн Бушич було звинувачено і засуджено за повітряне піратство зі смертельним наслідком, що передбачало на підставі американського закону про боротьбу з викраденням людей обов'язкове довічне ув'язнення з можливістю дострокового звільнення через 10 років. Таким чином передбачалося, що він вийде після 30 років ув'язнення, а отже, 11 вересня 2006 року. Решті групи присуджено багаторічні строки позбавлення волі. В ході судового розгляду не обійшлося без тиску югославської дипломатії. Відповідно до заяв, що лунали з Білого дому, югославський уряд чинив потужний і успішний тиск на Держдепартамент США з метою змусити його жорстко поставитися до Бушича і його групи. Тим не менш, визначаючи покарання, суддя заявив у протоколі, що пан Бушич «не терорист і не злочинець»  і що в своїх діях, хоча і протиправних, він керувався благородними ідеалами, тобто прагненням до хорватської незалежності. Суддя з цього приводу сказав, що шкоди іншим особам було заподіяно цілком ненавмисно і просив умовно-дострокового звільнення для пана Бушича після того, як той відбуде покарання строком у десять років. Через три роки після судового розгляду, суддя Джон Бартелс скоротив строк ув'язнення, що надало Бушичу право на умовно-дострокове звільнення вже наприкінці 1979 р.. 13 червня 1989 р. Бартелс написав листа від імені Звонка в Комісію США з питань умовно-дострокового звільнення, в якому він заявляв, що смерть полісмена було частково спричинено недбальством поліції, і що він не заперечує проти звільнення Бушича. Вдова загиблого правоохоронця подала позов проти органів поліції, відповідальних за «грубу недбалість». У позові вона заявила, що керівник підрозділу поліції наразив підлеглих йому співробітників на невиправданий ризик своїм намаганням розібрати пристрій, ігноруючи вимоги техніки безпеки, замість того, щоб просто віддалено підірвати його. Вона також засудила готовність поліції перекласти всю провину на Бушича, а її чоловіка показати як жертву «терористів». Згодом Хорватія стала незалежною, але це не змінило позицію Державного департаменту Сполучених Штатів, який, як і раніше, виступав за утримання Бушича за ґратами.
На засіданні парламенту Хорватії 13 грудня 2002 року було прийнято ухвалу домагатися передачі Звонка Бушича Хорватії, яку було направлено в Раду Європи. Його прохання про дострокове звільнення було відхилено навіть і після 30 років ув'язнення в 2006 році, хоча інші члени групи вже були на волі принаймні 17 років.. Після цієї відмови в достроковому звільненні Міжнародна Гельсінська Федерація з прав людини через своє відділення в Хорватії, Хорватський Гельсінський комітет, почала кампанію з метою добитися його звільнення з міркувань гуманності, стверджуючи, що Бушич відбув свій строк, а отже, повинен бути звільнений. Джульєн Бушич було випущено на волю в 1989 році. Звонко відсидів у цілому 32 роки, на 19 років довше, ніж Джульєн, коли, його, нарешті, було помилувано на початку липня 2008 року, після чого було передано імміграційній службі для депортації в Хорватію без права повертатися в Сполучені Штати.

## Повернення на батьківщину
У Хорватію Звонко прибув 24 липня 2008 року в супроводі агентів США. В аеропорту Загреба його зустрічали як патріота. Привітати Бушича в аеропорту приїхали політики Дражен Будіша і Анто Ковачевич, співак Марко Перкович Томпсон та кілька сотень його прихильників. Кілька днів потому Бушичу було влаштовано бучний прийом  в Імотському та рідній Гориці, що в сусідній Боснії і Герцеговині.

## Смерть
Після повернення в Хорватію Бушич оселився у селі Рованська, що в громаді Ясениці біля Задара. 1 вересня 2013 він скоїв самогубство, застрелившись із пістолета у власному помешканні.
Похований на Алеї хорватських ветеранів війни загребського кладовища Мірогой, а день похорону, 4 вересня 2013, було оголошено у громаді Ясенице днем жалоби.
2014 року вийшла друком книжка мемуарів Бушича «Zdravo oko - sjećanja» (укр. Здорове око — спогади), яку дописала і впорядила його дружина Джульєн Бушич. Її англомовна версія «All Visible Things: Memoirs» (CreateSpace Independent Publishing Platform, 2016.) побачила світ в серпні 2016 року.
6 липня 2015 року на кладовищі Мірогой йому було встановлено надгробний пам'ятник.